# Chanic
Chanic est une société belge de construction et réparation d'unités fluviales ou réparation industrielle (Chantier Naval et industriel du Congo), créée en 1928. Basée à Bruxelles, elle est principalement active en République démocratique du Congo.
Le groupe Chanic compte trois divisions opérationnelles:
1. Chanimetal

1. Chantitec

1. Chanic Equipments

CHANIMETAL, Le Chantier Naval  
Le Chantier naval du Groupe Chanimetal à Kinshasa est une des dernières unités de constructions navales actives en Afrique centrale. Son bureau d'études dispose d'un patrimoine architectural sans égal, lui permettant de garantir la production et la mise en service d'unités fluviales neuves et éprouvées et les transformations, maintenances et réparations d'une flotte plus ancienne. 
Ses clients principaux sont les entreprises gouvernementales, le secteur marchand et les ONG, sans oublier ses clients étrangers pour lesquels le Chantier Naval propose la chaîne logistique complète comprenant le transport des bateaux en kit et le remontage sur site de mise à l'eau. Le Chantier Naval dispose d'un très vaste espace desservi par sa propre section ferroviaire équipé de toutes les  infrastructures  indispensables, occupant le long du fleuve Congo la partie ouest de la baie de Ngaliema.